# Litterial Green
Litterial Maurice Green, (nacido el 7 de marzo de 1970 en Pascagoula, Misisipi) es un exjugador de baloncesto estadounidense. Con 1.85 de estatura, su puesto natural en la cancha era el de base. 

## Trayectoria deportiva

### Universidad
Jugó una temporada con los Bulldogs de la Universidad de Georgia, en la que promedió 18,2 puntos, 2,5 rebotes, 4,0 asistencias y 1,3 robos de balón por partido. Se convirtió en el máximo anotador de la historia de la universidad, con 2.111 puntos. Es el único jugador de baloncesto en la historia de los Bulldogs en anotar 2000 puntos, y es uno de los tres jugadores en la historia de la Southeastern Conference en registrar más de 2000 puntos y 400 asistencias, uniéndose a Pete Maravich y Allan Houston.

### Profesional
Fue elegido en la trigésimo novena posición del Draft de la NBA de 1992 por Chicago Bulls. Jugó de 1992 a 1994 con los Orlando Magic, como suplente de Scott Skiles y Penny Hardaway. 
Luego de un breve paso por el baloncesto francés y de un par de temporadas en la CBA, firmó con los Detroit Pistons para disputar la temporada 1996-97 de la NBA. Posteriormente, mientras era jugador de los Quad City Thunder en la CBA, tuvo la oportunidad de regresar a la NBA contratado por los Milwaukee Bucks en 1998 y por los Cleveland Cavaliers en 1999.
De 1999 a 2002, Green jugó fuera de su país en equipos de Venezuela, Puerto Rico, Turquía, Polonia y Eslovenia.

## Estadísticas de su carrera en la NBA

### Temporada regular
| Año     | Equipo    | PJ  | PT | MPP  | %TC  | %3P  | %TL  | RPP | APP | ROB | TPP | PPP |
| ------- | --------- | --- | -- | ---- | ---- | ---- | ---- | --- | --- | --- | --- | --- |
| 1992–93 | Orlando   | 52  | 4  | 12.0 | .439 | .100 | .625 | 0.7 | 2.2 | 0.4 | 0.1 | 4.5 |
| 1993–94 | Orlando   | 29  | 0  | 4.3  | .386 | .250 | .757 | 0.4 | 0.3 | 0.2 | 0.0 | 2.5 |
| 1996–97 | Detroit   | 45  | 0  | 6.9  | .469 | .000 | .638 | 0.5 | 0.9 | 0.4 | 0.0 | 2.0 |
| 1997–98 | Milwaukee | 21  | 0  | 5.9  | .217 | .000 | .750 | 0.3 | 0.8 | 0.2 | 0.0 | 1.2 |
| 1998–99 | Cleveland | 1   | 0  | 2.0  | .000 | .000 | .000 | 0.0 | 0.0 | 0.0 | 0.0 | 0.0 |
| Total   | Total     | 148 | 4  | 8.0  | .420 | .077 | .665 | 0.5 | 1.2 | 0.3 | 0.0 | 2.9 |